# Episodi di Auf Achse (quarta stagione)
La quarta stagione della serie televisiva Auf Achse è stata trasmessa in anteprima in Germania dalla ARD tra il 20 febbraio 1992 e il 7 maggio 1992.
| nº | Titolo originale               | Titolo italiano | Prima TV Germania | Prima TV Italia |
| -- | ------------------------------ | --------------- | ----------------- | --------------- |
| 1  | Willers Rückkehr               | inedito         | 20 febbraio 1992  | inedito         |
| 2  | Meersdonks Sohn                | inedito         | 27 febbraio 1992  | inedito         |
| 3  | Ulli                           | inedito         | 5 marzo 1992      | inedito         |
| 4  | Fahrerflucht                   | inedito         | 12 marzo 1992     | inedito         |
| 5  | Fahrt dem Teufel die Hörner ab | inedito         | 19 marzo 1992     | inedito         |
| 6  | Der Duft der Wüste             | inedito         | 26 marzo 1992     | inedito         |
| 7  | Doppel-Spiel                   | inedito         | 2 aprile 1992     | inedito         |
| 8  | In der Höhle der Löwen         | inedito         | 9 aprile 1992     | inedito         |
| 9  | Paulas Geheimnis               | inedito         | 16 aprile 1992    | inedito         |
| 10 | Blinder Passagier              | inedito         | 23 aprile 1992    | inedito         |
| 11 | Musa und Marie                 | inedito         | 30 aprile 1992    | inedito         |
| 12 | Ein Rivale aus alten Tagen     | inedito         | 7 maggio 1992     | inedito         |